# 阿普爾加思 (新澤西州)
阿普爾加思（英語：Applegarth）是位於美國新澤西州米德爾塞克斯縣的非建制地區。

## 歷史
阿普爾加思的郵局於1888年設立，其後於1907年停運。

## 地理
阿普爾加思所處的海拔為高於海平面32米（即105英呎），而該地所採用的時區為UTC-5，即北美东部时区（EST）。同時該地設有夏令時間，為UTC-5調快一小時，即UTC-4（EDT）。